# Vera Pauw
Vera Pauw (Amsterdã, 18 de janeiro de 1963) é uma ex-futebolista e treinadora de futebol holandesa. Atualmente, comanda a Seleção Islandesa de Futebol Feminino.